# Jack P. Pierce
Jack P. Pierce, eigentlich Janus Piccoulas (* 5. Mai 1889 in Valdetsyou, Griechenland; † 19. Juli 1968 in Hollywood, Kalifornien) war ein griechisch-amerikanischer Maskenbildner der US-amerikanischen Filmindustrie der 1930er bis 1960er Jahre. Berühmt ist er als Schöpfer der klassischen Horrorfilm-Figuren der Universal Studios, wie Frankensteins Monster, Die Mumie oder Der Wolfsmensch.

## Leben
Pierce’ Familie wanderte mit ihm um die Jahrhundertwende aus ihrer Heimat Griechenland in die Vereinigten Staaten aus, sie lebten nacheinander in den Städten New York City, Chicago und San Francisco, das sie nach dem Erdbeben von 1906 Richtung Los Angeles verließen. Kurze Zeit später überwarf er sich mit seiner Familie, änderte seinen Namen und begann seine griechische Herkunft zu verheimlichen.
In den 1910er und 1920er Jahren wirkte Pierce für verschiedene Studios als Stuntman, Kameramann und später immer häufiger als Schauspieler in zahlreichen Stummfilmen, in den 1920er Jahren auch als Maskenbildner. 1928 wurde er dann Chef-Maskenbildner von Universal Pictures. Kurze Zeit später begann das Studio mit der Verfilmung klassischer Schauer-Romane. Beim ersten Film Dracula entwarf er lediglich die Masken der Nebenrollen, da Hauptdarsteller Bela Lugosi darauf bestand, sein Make-up selbst zu gestalten.
Der große Erfolg Draculas zog als direkten Nachfolger Frankenstein nach sich, für den Hauptdarsteller Boris Karloff entwarf er das bis heute klassische Make-up des von Dr. Frankenstein geschaffenen Monsters. Die sei nach der Bewertung des Schriftstellers Stephen King „den meisten von uns ebenso vertraut […] wenngleich auch etwas hässlicher als das von Onkeln und Vettern im Familienalbum – der eckige Kopf, die kalkweiße, leicht konkave Stirn, die Narben, die Bolzen, die schweren Lider.“ Pierce sollte bis in die 1940er Jahre Karloffs Maskenbilder bleiben und kreierte unter anderem auch die Im-Ho-Tep-Maske für Die Mumie. Bei den zahlreichen Fortsetzungen der Dracula-, Frankenstein- und Mumien-Filme in den 1930er und 1940er Jahren war er stets für die Maske verantwortlich.
Auch für die Darsteller des 1940 erschienenen Filmdramas The House of the Seven Gables entwickelte er das Make-up-Design. Die Darsteller mussten während des Films erheblich altern. Pierce entwickelte für den Horrorfilm Phantom der Oper, dem einzigen Farbfilm seiner Zeit bei Universal, die Maske des Phantoms, die als weiterer Meilenstein der Monster-Maskenbildnerei gilt. Einige Zeit später, 1947, trennten sich die Universal Studios von Pierce, da dort keine weiteren Horrorfilme mehr produziert werden sollten.
In der Folge arbeitete Pierce hauptsächlich für das Fernsehen und Low-Budget-Filme, seine letzte größere Arbeit war die Leitung der Maskenbildner der Serie Mr. Ed 1961–1964, bevor er 1968 beinahe vergessen verstarb.
Insgesamt hatte Pierce als Maskenbildner bei weit über 100 Filmen mit, sein Werk fand 2002 durch die Dokumentation Jack Pierce: The Man Behind the Monsters eine späte Würdigung.